# Малави на летних Олимпийских играх 2016
Республика Малави на летних Олимпийских играх 2016 года будет представлена как минимум тремя спортсменами в двух видах спорта.

## Состав сборной
Лёгкая атлетика
1. Кефаси Читсала
2. Тереза Мастер

 Плавание
1. Брейв Лифа
2. Аммара Пинто

 Стрельба из лука
1. Аренео Давид

## Результаты соревнований

### Лёгкая атлетика
Мужчины
Беговые дисциплины
| Дисциплина         | Спортсмен      | Предварительный раунд | Предварительный раунд | Предварительный раунд | Четвертьфиналы | Четвертьфиналы | Четвертьфиналы | Полуфиналы    | Полуфиналы    | Полуфиналы    | Финал                | Финал                |
| Дисциплина         | Спортсмен      | Забег                 | Время                 | Место                 | Забег          | Время          | Место          | Забег         | Время         | Место         | Время                | Место                |
| ------------------ | -------------- | --------------------- | --------------------- | --------------------- | -------------- | -------------- | -------------- | ------------- | ------------- | ------------- | -------------------- | -------------------- |
| бег на 5000 метров | Кефаси Читсала | 2                     | 14:52,89              | 23                    | Не проводится  | Не проводится  | Не проводится  | Не проводится | Не проводится | Не проводится | Завершил выступление | Завершил выступление |

Женщины
Шоссейные дисциплины
| Дисциплина | Спортсмен     | Время      | Место | Отставание |
| ---------- | ------------- | ---------- | ----- | ---------- |
| марафон    | Тереза Мастер | 2:48:34 NR | 98    | 24:30      |

### Водные виды спорта

#### Плавание
В следующий раунд на каждой дистанции проходят спортсмены, показавшие лучший результат, независимо от места, занятого в своём заплыве.
Мужчины
| Дистанция                | Спортсмены | Предварительный раунд | Предварительный раунд | Предварительный раунд | Полуфинал            | Полуфинал            | Полуфинал            | Финал                | Финал                |
| Дистанция                | Спортсмены | Заплыв                | Результат             | Место                 | Заплыв               | Результат            | Место                | Результат            | Место                |
| ------------------------ | ---------- | --------------------- | --------------------- | --------------------- | -------------------- | -------------------- | -------------------- | -------------------- | -------------------- |
| 50 метров вольным стилем | Брейв Лифа | 1                     | 28,54                 | 83                    | Завершил выступление | Завершил выступление | Завершил выступление | Завершил выступление | Завершил выступление |

Женщины
| Дистанция                | Спортсмены   | Предварительный раунд | Предварительный раунд | Предварительный раунд | Полуфинал             | Полуфинал             | Полуфинал             | Финал                 | Финал                 |
| Дистанция                | Спортсмены   | Заплыв                | Результат             | Место                 | Заплыв                | Результат             | Место                 | Результат             | Место                 |
| ------------------------ | ------------ | --------------------- | --------------------- | --------------------- | --------------------- | --------------------- | --------------------- | --------------------- | --------------------- |
| 50 метров вольным стилем | Аммара Пинто | 4                     | 30,32                 | 71                    | Завершила выступление | Завершила выступление | Завершила выступление | Завершила выступление | Завершила выступление |

### Стрельба из лука
В квалификации соревнований лучники выполняют 12 серий выстрелов по 6 стрел с расстояния 70-ти метров. По итогам предварительного раунда составляется сетка плей-офф, где в 1/32 финала 1-й номер посева встречается с 64-м, 2-й с 63-м и т. д. В поединках на выбывание спортсмены выполняют по три выстрела. Участник, набравший за эту серию больше очков получает 2 очка. Если же оба лучника набрали одинаковое количество баллов, то они получают по одному очку. Победителем пары становится лучник, первым набравший 6 очков.
Мужчины
| Соревнование              | Спортсмены   | Квалификация | Квалификация | 1/32 финала                | 1/16 финала          | 1/8 финала           | Четвертьфинал        | Полуфинал            | Финал                | Место |
| Соревнование              | Спортсмены   | Результат    | Место        | Соперник Результат         | Соперник Результат   | Соперник Результат   | Соперник Результат   | Соперник Результат   | Соперник Результат   | Место |
| ------------------------- | ------------ | ------------ | ------------ | -------------------------- | -------------------- | -------------------- | -------------------- | -------------------- | -------------------- | ----- |
| индивидуальное первенство | Аренео Давид | 603          | 62           | ITAД.Паскуалуччи (3) П 0:6 | завершил выступление | завершил выступление | завершил выступление | завершил выступление | завершил выступление | 33    |